# کشتی اسکورت اگونی
کشتی اسکورت اگونی (به انگلیسی: Japanese escort ship Aguni) یک کشتی است که طول آن 78,8 meters می‌باشد. این کشتی  در سال ۱۹۴۴ ساخته شد.